# 肉市场

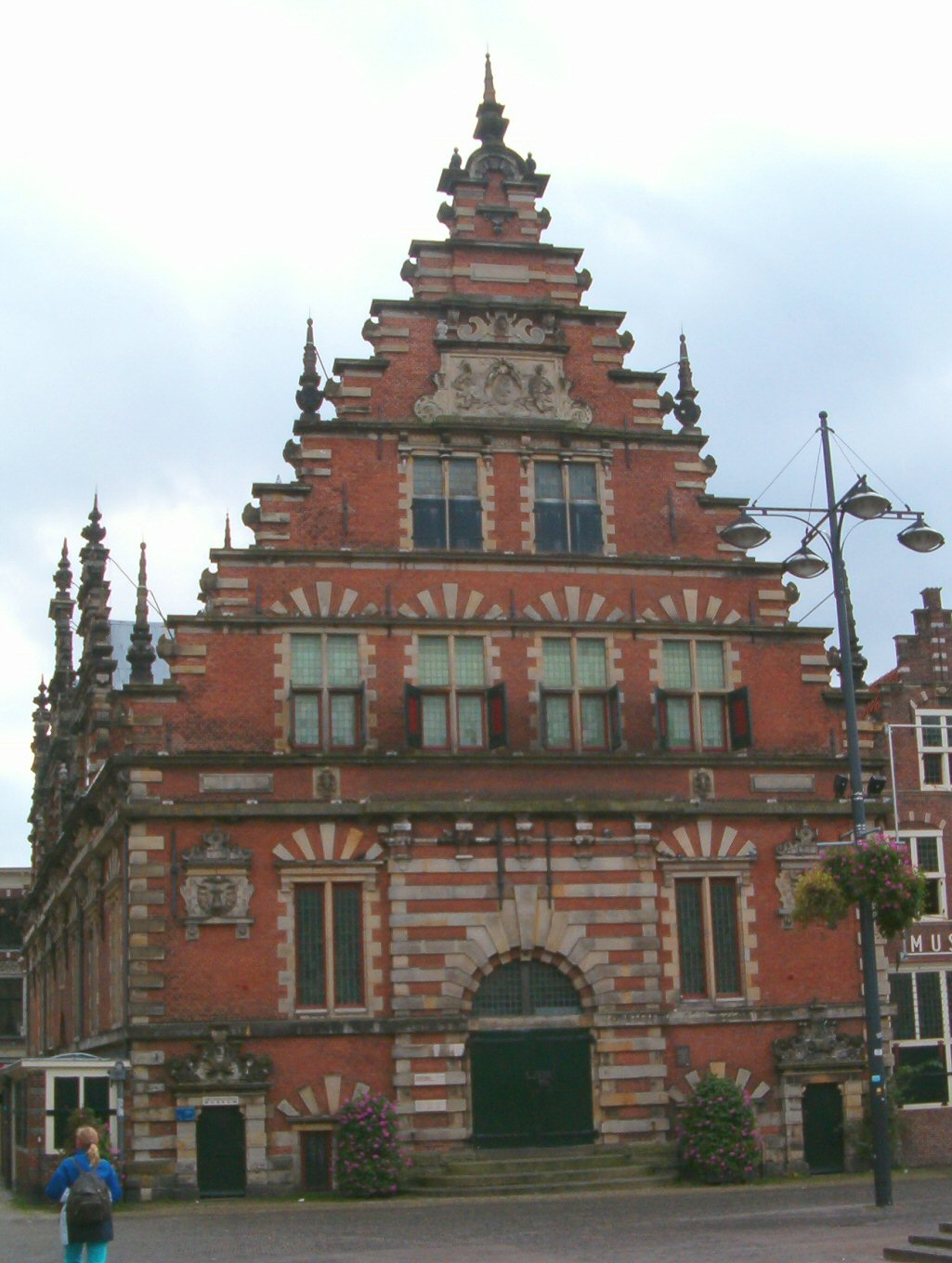
肉市场

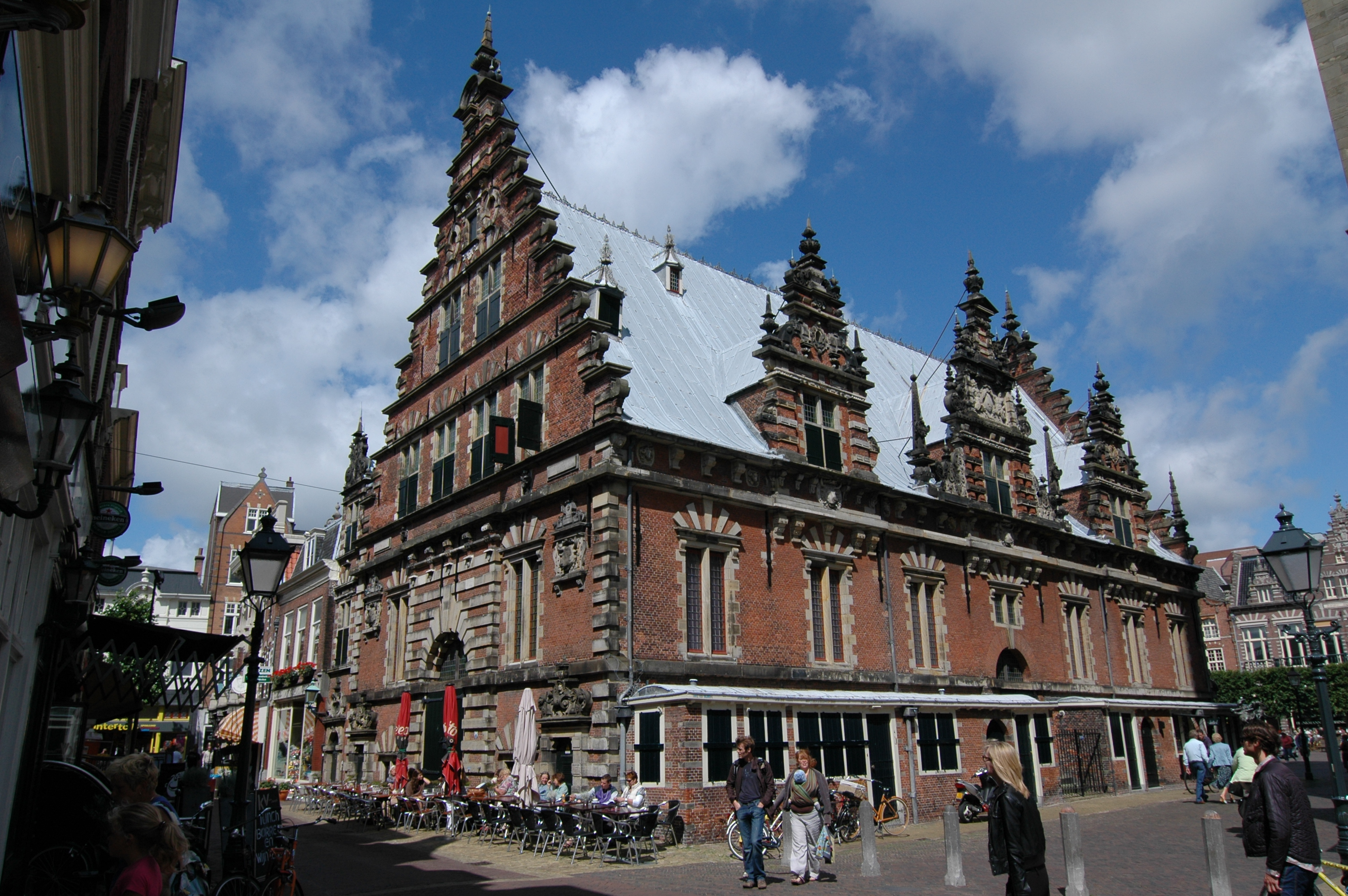
从烟肉街看肉市场

肉市场（荷兰语：Vleeshal）是荷兰哈勒姆的一座历史建筑，建于1603年，位于市中心的哈勒姆大广场。
从1604年到18世纪，肉市场是该市唯一出售鲜肉的地点，腌肉则在毗邻的沃莫斯街街出售。建筑前面的牛头体现了建筑的用途。
这是一座文艺复兴建筑，由Lieven de Key设计，建于1602到1603年。此前在烟肉街（Spekstraat）和 沃莫斯街路口有一个小型肉市场，但是到1600年已经太小了，只能在外面卖肉。新建筑是一项宏伟的工程，使用了昂贵的材料和美丽的设计。1604年11月1日肉市场开业，有40个商人经营。
这座建筑作为肉市场直到1840年，此后用作檔案庫（Rijksarchief）和哈勒姆公共图书馆。自1950年起，这座建筑改为美术馆；肉市场的地窖则用作哈勒姆考古博物馆，从左侧的小门进入。

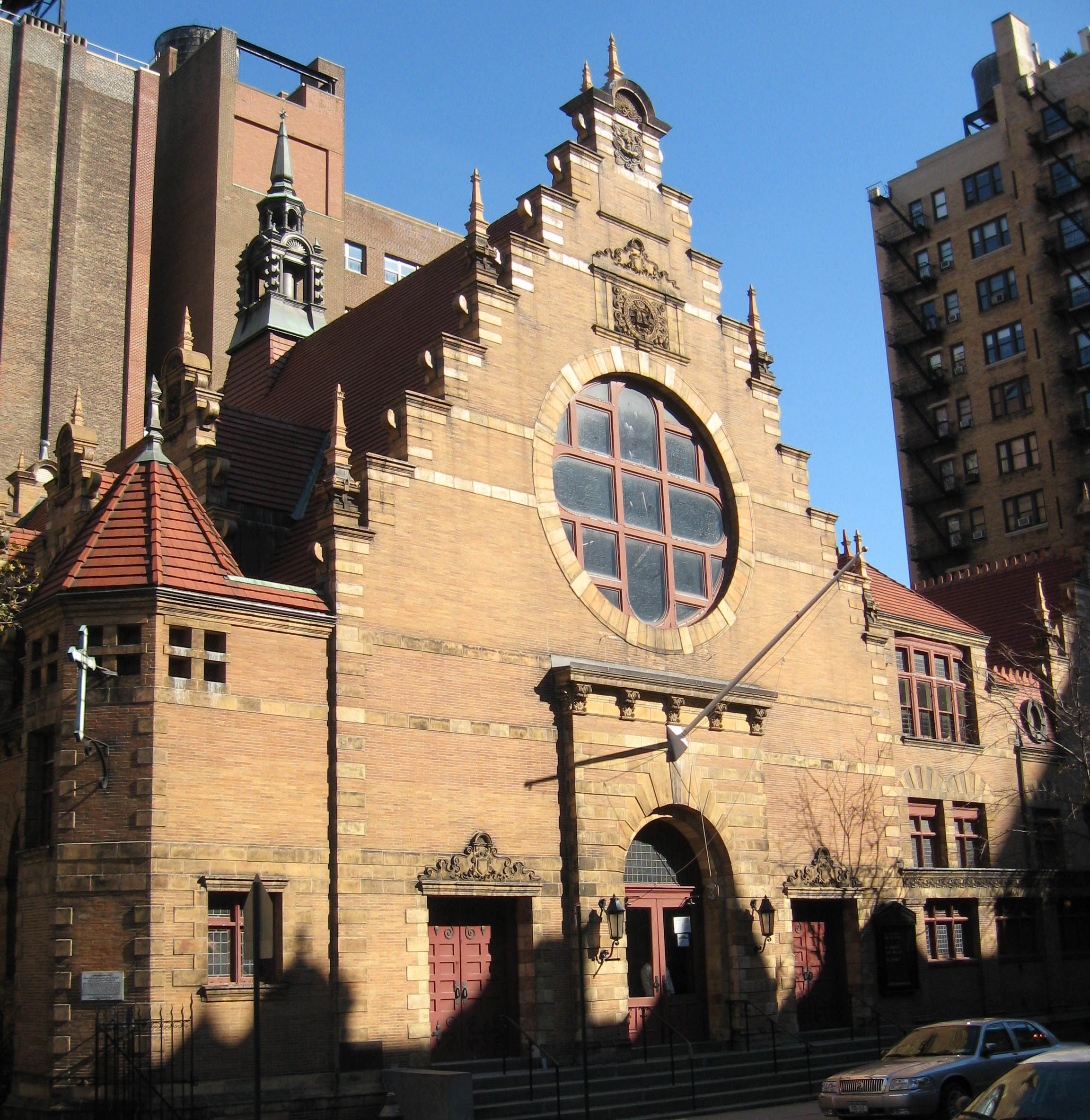
西区教堂

纽约曼哈顿的西区教堂（West End Collegiate Church）模仿了肉市场。